# Стібенець
Стібенець ( Stubienko) — розташоване на Закерзонні село в Польщі, у гміні Стубно Перемишльського повіту Підкарпатського воєводства.
Населення — 279 осіб (2011).

## Розташування
Розміщене недалеко від кордону з Україною. Село розташоване за 20 км на північний-схід від Перемишля та 71 км на схід від Ряшева.

## Історія
До 1772 р. село входило до Перемишльської землі Руського воєводства.
У 1880 р. село належало до Перемишльського повіту Королівства Галичини та Володимирії Австро-Угорської імперії, в селі було 107 будинків і 564 жителі, а на землях фільварку 12 будинків і 48 мешканців; 513 були греко-католиками, 66 — римо-католиками, а 35 — юдеями.
У 1934-1939 рр. село належало до ґміни Стубно Перемишльського повіту Львівського воєводства. У 1939 році в селі проживало 760 мешканців, з них 640 українців-грекокатоликів, 65 українців-римокатоликів, 5 поляків, 50 євреїв. 
12 вересня 1939 р. село зайняла німецька армія, однак відповідно до угоди Рібентропа-Молотова наприкінці вересня 1939 р. село передане Червоній армії. 27.11.1939 постановою Президії Верховної Ради УРСР село у складі повіту включене до новоутвореної Дрогобицької області, а 17 січня 1940 року — до Медиківського району. В червні 1941, з початком Радянсько-німецької війни, село було окуповане німцями. В липні 1944 року радянські війська оволоділи селом, а в березні 1945 року село зі складу Дрогобицької області передано Польщі. Українців добровільно-примусово виселяли в СРСР, решту в 1947 р. депортовано на понімецькі землі.
У 1975-1998 роках село належало до Перемишльського воєводства.

## Церква

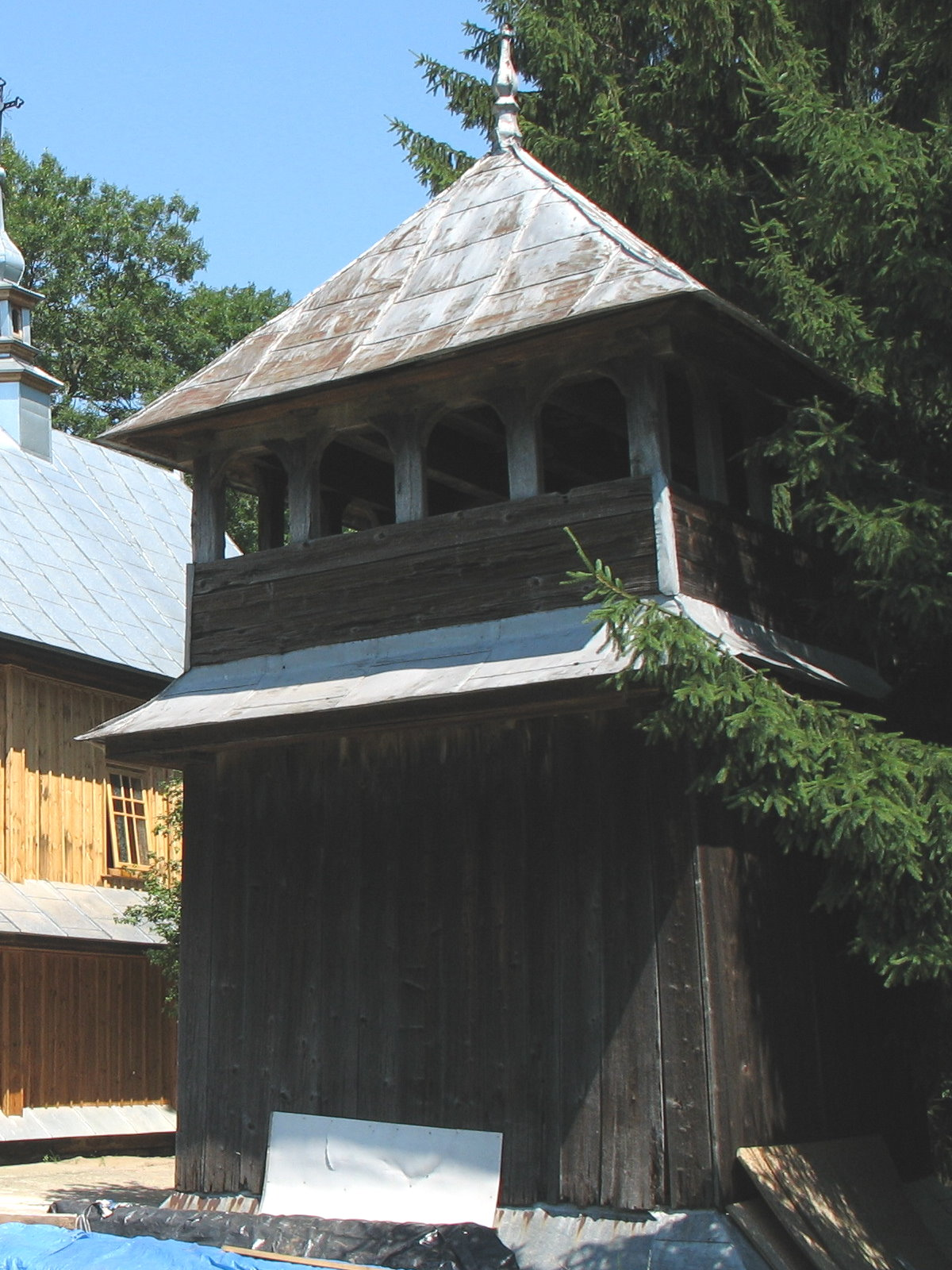
Церковна дзвіниця

У 1849 р. на місці попередньої церкви українці збудували дерев’яну греко-католицьку церкву Різдва Пр. Богородиці. До їх депортації була філіяльною церквою, яка належала до парафії Стібно Перемиського деканату (після Першої світової війни — Медицького деканату) Перемишльської єпархії. У 1971 р. церкву перетворено на костел, іконостас із неї знаходиться в церкві села Мокре.

## Демографія
Демографічна структура станом на 31 березня 2011 року:
|          | Загалом | Допрацездатний вік | Працездатний вік | Постпрацездатний вік |
| -------- | ------- | ------------------ | ---------------- | -------------------- |
| Чоловіки | 127     | 28                 | 87               | 12                   |
| Жінки    | 152     | 38                 | 78               | 36                   |
| Разом    | 279     | 66                 | 165              | 48                   |